# Allouma
Allouma est une nouvelle de Guy de Maupassant, parue en 1889.

## Historique
Allouma est une nouvelle de Guy de Maupassant initialement publiée en feuilleton dans L'Écho de Paris du 10 au 15 février 1889, puis dans le recueil  La Main gauche en 1889.

## Résumé
En voyage en Algérie, le narrateur est hébergé par M. Auballe, un colon installé dans une ferme viticole de l'arrière-pays. Celui-ci lui raconte sa liaison avec Allouma, une très jolie femme du Sud.

## Éditions
- 1889 : Allouma, dans L'Écho de Paris
  - 10 février, no 1784, p. 2 [lire en ligne]
  - 11 février, no 1785, p. 3 [lire en ligne]
  - 12 février, no 1786, p. 3 [lire en ligne]
  - 13 février, no 1787, p. 3 [lire en ligne]
  - 14 février, no 1788, p. 3 [lire en ligne]
  - 15 février, no 1789, p. 3 [lire en ligne]
- 1889 : Allouma, dans La Vie populaire
  - 23 mai, no 41, p. 227–229 [lire en ligne]
  - 26 mai, no 42, p. 246–248 [lire en ligne]
- 1889 : Allouma, dans La Main gauche, recueil paru en 1889 chez l'éditeur Paul Ollendorff, p. 3–64 [lire sur wikisource]
- 1979 : Allouma, dans Maupassant, Contes et nouvelles, tome II, texte établi et annoté par Louis Forestier, Bibliothèque de la Pléiade, éditions Gallimard.